# Renault Twingo E-Tech
La Renault Twingo E-Tech est un futur modèle urbain 100 % électrique du constructeur automobile français Renault, dont la commercialisation est prévue en 2026,.

## Présentation
Ce modèle, désormais 100 % électrique, et prévu à moins de 20 000 euros en prix de base, jouera sur un look néo-rétro.

## Caractéristiques techniques

### Motorisations
| Type de moteur                           |   |   |  |
| Puissance moteur ch (kW)                 |   |   |  |
| au régime de (tr/min)                    |   |   |  |
| Couple maximal (N m)                     |   |   |  |
| au régime de (tr/min)                    |   |   |  |
| Transmission                             |   |   |  |
| Vitesse maximale (km/h)                  |   |   |  |
| 0-100 km/h (s)                           |   |   |  |
| Masse à vide (kg)                        |   |   |  |
| Batterie                                 |   |   |  |
| Type                                     |   |   |  |
| Capacité brute (kWh)                     |   |   |  |
| Capacité utile (kWh)                     |   |   |  |
| Autonomie (WLTP) (km)                    |   |   |  |
| Consommation en cycle mixte (kWh/100 km) |   |   |  |
| Consommation en ville (kWh/100 km)       |   |   |  |
| Masse de la batterie (kg)                |   |   |  |
| Temps de recharge                        |   |   |  |
| sur une prise Wallbox 3,7 kW (0 à 100 %) |   |   |  |
| sur une borne 11 kW (10 à 100 %)         |   |   |  |
| sur une borne 80 kW (DC) (15 à 80 %)     |   |   |  |
| sur une borne 100 kW (DC) (15 à 80 %)    | - | - |  |

### Finitions
Finitions disponible

## Tarifs
Le prix d’appel envisagé est fixé à 20 000 €.

## Concept cars
Lors de l’assemblée générale du groupe Renault en novembre 2023, le concept Twingo Legend est présenté aux actionnaires de la marque au losange.

## Alternative originale
Une version rétrofitée de la Renault Twingo I phase 4 a été homologuée — via l'UTAC — en 2023 par Lormauto, un petit constructeur basée en Normandie. Ces modèles sont notamment mis en location chez le loueur Ucar,. Ces twingo de 1re génération, dont le moteur thermique est remplacé par une machine électrique synchrone voit également la boîte de vitesses supprimée, l'intérieur modernisé,,, sont industrialisées depuis 2024. Ces modèles, partiellement reconstruit, sont présentés comme pouvant être une alternative à la Dacia Spring.
| Modèle et boîte                                    | Moteur                                | Puissance                | Couple             | 0 à 100 km/h | Vitesse maximale | Pack batterie                |
| -------------------------------------------------- | ------------------------------------- | ------------------------ | ------------------ | ------------ | ---------------- | ---------------------------- |
| Renault Twingo I phase 4 (suppression boîte méca.) | Machine électrique synchrone (Italie) | 38 kW (52 ch) à X tr/min | 200 N m à X tr/min | 15 s         | 130 km/h         | 48 cellules LFP 16 kWh (net) |